# Caxias do Sul
Caxias do Sul egy község (município) Brazíliában, Rio Grande do Sul államban, a Gaúcho-hegység (Serra Gaúcha) vidékén, a Caí völgyében. Népességét 2021-ben 523 716 főre becsülték, ezzel az állam második legnépesebbje volt Porto Alegre után. Az olasz bevándorlók által alapított egyik legfontosabb brazil község.
Caxias do Sul jelzői: Pérola das Colônias (Gyarmatok gyöngye), Capital do Planalto (A fennsík fővárosa), Metrópole do Vinho (A bor metropolisza).

## Nevének eredete
A legelső, 1875-ös dokumentumokban Fundos de Nova Palmira néven jelenik meg, mivel Nova Palmira német telep „mögött”, vagyis attól északra helyezkedett el. A gyarmatra érkező telepesek Nova Milanonak (Új Milánó) keresztelték el, de egyesek Barracãonak (barakk) nevezték, mivel a helyszínen egy épület állt, amelyet a bevándorlók ideiglenes menedékhelyéül szántak. 1877-ben Colônia Caxias lett a gyarmat neve, de ismerték Campo dos Bugresként is (a gyarmatosítók a kaingang indiánokat „bugresnek” nevezték, amely civilizálatlan, faragatlan népséget jelent, vö. bugris). A gyarmat székhelyének a Sede Dante nevet adták (Dante-telep, Dante Alighieri tiszteletére).
1884-ben Colônia Caxiast São Sebastião do Caí kerületévé nyilvánították, és új neve Santa Tereza de Caxias lett, ezt a nevet pedig önállósodása után is megtartotta, egészen 1910-ig, amikor Caxiasra rövidült. 1944-ben adták hozzá a do Sul (déli) jelzőt, az országban való földrajzi elhelyezkedésre utalva.
A toponímiában szereplő „Caxias” nem a szó mai „szigorú, dolgos” jelentéséből vagy az óportugál cahcias (kőhalom) szóból ered, hanem Caxias hercegének, Luís Alves de Lima e Silva tábornoknak tiszteletére nevezték el így.

## Fekvése
Az állam délkeleti részén, a Gaúcho-hegységben fekszik, 760 méteres tengerszint feletti magasságban. A községközpont távolsága Porto Alegretől légvonalban 91 kilométer. Fő vízfolyásai a Caí, Antas, São Marcos, Faxinal, Lajeado Grande, Marrecos; a völgyek termékenyek és kedveznek a gyümölcstermesztésnek, több vízesésen pedig erőművek működnek. Éghajlata óceáni, az évi átlaghőmérséklet 17,2 ºC, a csapadék 1684 mm. Télen gyakori a fagy, és havazás is előfordulhat.
Az európai gyarmatosítók 1864-ben tárták fel a helyet. Egy domb tetején levő tisztáson elhagyatott indián táborhelyre bukkantak, amelynek a Campo dos Bugres (kaingangok tábora) nevet adták. Ide érkeztek 1875-ben az első olasz telepesek, hogy megalapítsák Caxias do Sult.

## Története
A terület őslakosai guaranik voltak. Az európaiak a 17. század elején jelentek meg: 1626-tól spanyol jezsuiták redukciókat alapítottak az Uruguay folyó bal partján, hogy az indiánokat letelepítsék és megkereszteljék. A redukciók fenntartása nem volt könnyű: a rossz időjárás többször tönkretette a termést, az embereket járványok, vadállatok tizedelték, ennek ellenére a spanyolok nem tettek le az indiánok oktatásáról és katekizálásáról. 1634 elején Cristóbal de Mendoza (portugálul Cristóvão de Mendonça) atya mintegy ezer szarvasmarhát szerzett a redukciók számára, lerakva Rio Grande do Sul vidéki gazdaságának alapjait. Nem sokkal ezután a bandeirantek elűzték a jezsuitákat és elhurcolták az indiánokat, de a szarvasmarhák megmaradtak, hatalmas területen elterjedve, vagyont és vonzerőt képezve a későbbi telepesek számára. Cristóbal de Mendoza a mai Caxias do Sul környékén halt mártírhalált 1635 elején.
A gyarmatosítás csak mintegy száz évvel később kezdődött. 1729-ben a portugál korona szorgalmazta a brazil gyarmat déli részének benépesítését, de kikötötte, hogy a telepesek ne legyenek spanyolok, angolok, franciák, hollandok (vagyis amelyek a nemzetközi politika változásai folytán egy napon fellázadhatnak ellene). Kezdetben azori portugálok érkeztek, majd VI. János 1824-től főként németek bevándorlását szorgalmazta, mivel azonban a migrációs áramlás túl alacsony volt, II. Péter olaszokat is hívott. Az olaszok amúgy is érdeklődést mutattak a bevándorlásra az olaszországi háborús pusztítások és stagnáló gazdaság miatt; az első tiroli, trentinói, lombard és venetói családok 1875-ben érkeztek Brazíliába. Porto Alegreből gőzhajón Pôrto do Guimarãesbe utaztak, majd a Caí folyót követve szeptember 30-án Campo dos Bugresbe, a mai Caxias do Sul területére értek. A nyilvántartás szerint az első csoport 110 főt számlált.
Az egyes telkek méretét a korona 63 hektárban határozta meg, de mivel ez túl nagynak bizonyult, és a kevés ház elszigetelődött volna a délfenyő-erdő közepén, fokozatosan 44, 30 és végül 25 hektárra csökkentették. Az ár, amelyen a eladták a telepeseknek, 250 ezer real volt, amelyet a telepesek legfennebb 15 év alatt kellett kifizessenek. A korona emellett ígért nekik egy megtisztított földet, egy 32 négyzetméteres deszkaházat (vagy ennek megfelelő összeget készpénzben), mezőgazdasági eszközöket (például machetét, fejszét, kaszát, ásót), az első aratásig pedig búza- és kukoricalisztet, zsírt és egyéb élelmiszereket, valamint vetőmagokat, gyógyszereket és orvosi segítséget. Mindez azonban azon az 1875. szeptember 30-i éjszakán még csak remény volt az olaszok számára. Mindannyiuk képzeletében ott voltak még az olaszországi tájak, a szívükben pedig félelem és az aggodalom, hogy távol vannak a civilizációtól, idegen és ellenséges természet közepén. Ott, egyedül és elszigetelve még legvadabb álmaikban sem képzelték volna, hogy körülöttük egy hatalmas és gyönyörű város emelkedik majd, a Gyarmatok gyöngye.
A következő napokban utat vágtak kelet felé (a mai Rua Sinimbu). 1876-ban már kétezer telepes volt a térségben, a többségben levő olaszok közé pedig orosz, lengyel és svéd bevándorlók is keveredtek, és számos új utat (picadas) vágtak, hogy elfoglalhassák telkeiket. 1877. április 16-án a gyarmat felvette a Colônia Caxias nevet Caxias hercegének tiszteletére. Májusban tartották az első misét, amelynek tabernákulumául egy régi falióra, helyszínéül pedig egy bambuszkunyhó szolgált. Az első mezőgazdasági termény a kukorica volt, majd a rozs, az árpa és a búza került előtérbe, de termesztettek babot és burgonyát is. A gyarmat székhelyének tervét 1879. január 10-én hagyta jóvá a tartomány akkori elnöke, Américo de Moura Marcondes de Andrade, és engedélyezték egy templom felépítését is. 1882-ben malom épült. 1884-ben a kolóniát leválasztották a Birodalmi Földbizottságtól (Comissão de Terras do Império), és São Sebastião do Caí kerületévé nyilvánították. 1890-ben függetlenedett és Caxias néven önálló községgé alakult. Az új önkormányzat tanácsát augusztus 24-én iktatták be, ezen alkalomból egy agráripari kiállításra is sor került, amelyen az állam kormányzója, Cândido Costa tábornok is részt vett.
A község töretlenül fejlődött. 1895-ben fémmegmunkáló műhely létesült, amely lefektette a caxiasi kohászat alapjait. 1910-ben elérte a Porto Alegreből induló vasútvonal, ugyanebben az évben a község székhelyét nagyvárosi (cidade) rangra emelték. 1920-ban a községnek már 50 000 lakosa volt (a székhelynek mintegy 6000), 3100 épülete, 150 temploma, több mint száz ipari létesítménye és körülbelül kétszáz kereskedelmi létesítménye volt. Az 1923-as forradalomban, mikor a kormányzóválasztás után az Assis Brasilt támogató szövetség tagjai fellázadtak Borges de Medeiros kormányzó ellen, a község összecsapások színhelye volt: május 19-én Ana Rech kerületben a legalisták összecsaptak Felisberto Batista lázadó csapataival, szeptember 10-én pedig a lázadó Mariano Pedroso de Morais százados elfoglalta São Marcos kerületet. 1934-ben a Szentszék létrehozta a caxiasi egyházmegyét (Diocese de Caxias), amely 10 település területére terjedt ki.
Bár az olaszok értékelték a bort, a korai gyarmatosítók között nem voltak borászok, és a savas talaj nem kedvezett az európai szőlőfajták termesztésének. A 20. század elején eperszőlőt kezdtek termeszteni, majd az 1920-as években Borges de Medeiros kormányzó irányítása alatt borászati laboratóriumot létesítettek és új fajtákat fejlesztettek ki francia és olasz szakemberek segítségével. Caxias az 1930-as évekre a brazil szőlőtermesztés egyik pólusává vált, és az állam turizmusának bölcsője lett, amikor 1931-ben elindította a déli országrész legnagyobb ünnepségét, a Festa da Uvat.
1938-tól, Getúlio Vargas diktatúrája alatt hangsúly helyeztek a külföldi bevándorló közösségek (németek, olaszok) erőszakos beolvasztására a brazil lakosságba, befolyásuk csökkentésére az országban (Campanha de nacionalização). Az elnyomás 1942-ben (Brazília belépése a második világháborúba) hágott tetőfokára: rendezvényeiket (közöttük a Festa da Uvat) betiltották, közterületen tilos volt olaszul beszélni, tilos volt családi összejöveteleket tartani, olasz nyelvű szöveget terjeszteni, engedély nélkül más városba utazni. Az olasz közösségre és identitástudatra ez súlyos csapást jelentett. Enyhülés csak a háború után következett be.
A 20. század második felében a birtokok feldarabolódása miatt a gazdák már nem tudták ellátni magukat, és nagy részük városra költözött, lehetővé téve a munkaerő növekedését a megalakuló ipari vállalatok számára, ezáltal felgyorsítva a régió iparosodását. A lakosok száma gyorsan növekedett. A század utolsó évtizedében a globalizáció újabb gazdasági változásokat, elsősorban a harmadlagos szektor növekedését hozta. A vidéki turizmus fellendülése, az 1990-től kezdődően létrehozott turisztikai útvonalhálózat a kisbirtokok feltámadását és az olasz identitás megerősödését eredményezte.
1967-ben megalakult az Universidade de Caxias do Sul, amely az állam egyik legrégibb és legnagyobb egyetemének számít. A 2020-as években 37 000 diákja volt.

## Leírása
Székhelye Caxias do Sul, további kerületei Criúva, Fazenda Souza, Oliva, Santa Lucia do Piai, Seca, Vila Cristina. Földrajza változatos, a község területének egyharmada városi jellegű, amelynek régi házaiban és templomaiban még mindig fellelhető a gyarmati építészet; a többi részét dombok és fennsíkok alkotják. Az olasz telepesekre utaló emlékek mindenütt jelen vannak, különösen vidéken, ahol a tájat szőlőültetvények, kőépületek és kis kápolnák tarkítják. Kiváltságos domborzati helyzetének köszönhetően Rio Grande do Sul egyik legszebb környékű, ezen felül egyik leggazdagabb és legvirágzóbb községe, és egyik legnagyobb bortermelő központja. Ipara nagy jelentőséggel bír az állam gazdaságában, kiemelhető a kohászat, a textilipar és az élelmiszeripar.
Címere egy pajzs, amelynek sárga mezője a búzaföldeket, felső részén a bástyák pedig az ipart jelképezik, a zöld oszlopok az erdőkre, a lila gyémántok a szőlőtermesztésre utalnak. A pajzsot tartó két oroszlán az olasz gyarmatosítókat jelképezi, ugyanis oroszlán jelenik meg Veneto címerében is. A pajzsot akantuszlevelek fogják közre, tetején ötágú korona, alatta pedig kék szalag látható Caxias do Sul felirattal, és a gyarmatosítás és a függetlenedés évszámaival (1875, illetve 1890).
Híres személyiségei Luiz Scortegagna püspök (1881–1951), Cândido Júlio Bampi püspök (1889–1978), Luís Victor Sartori püspök (1904–1970).

## Képek

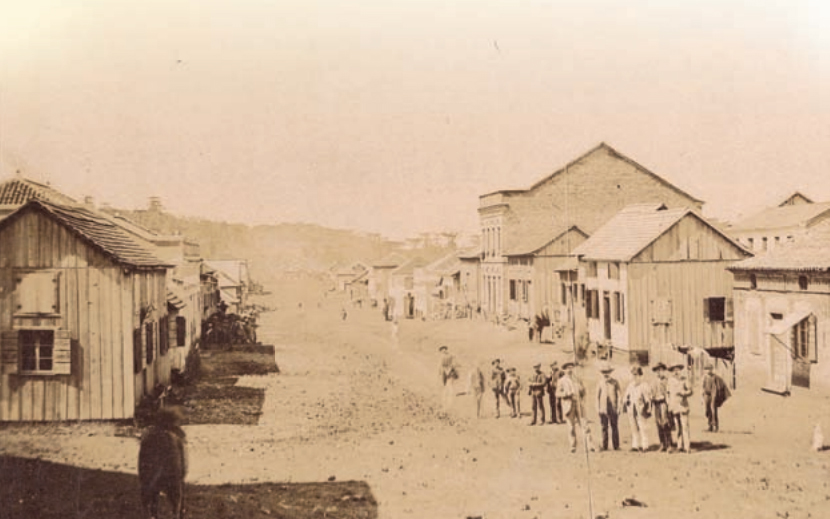
1880 körül
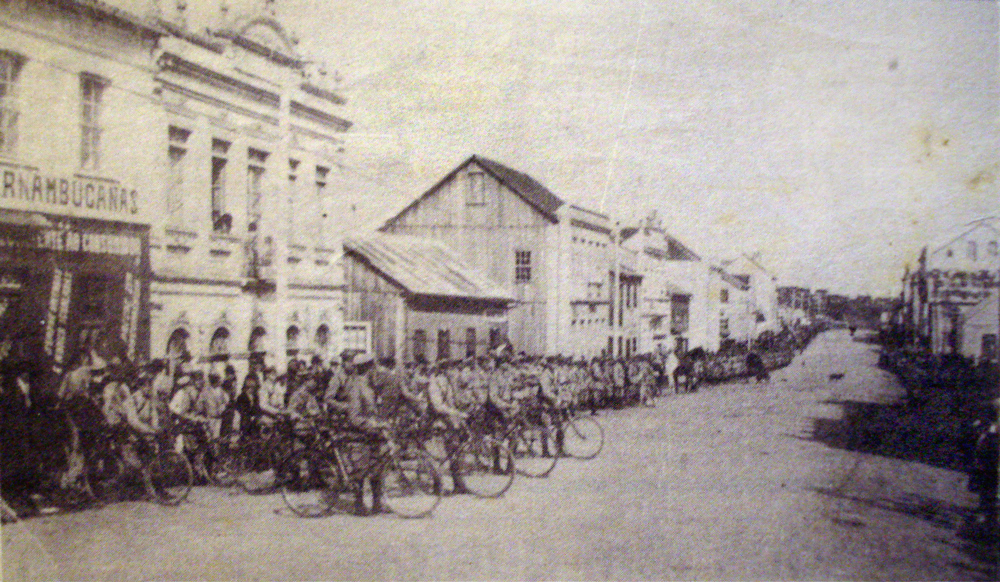
1930 körül
1970 körül
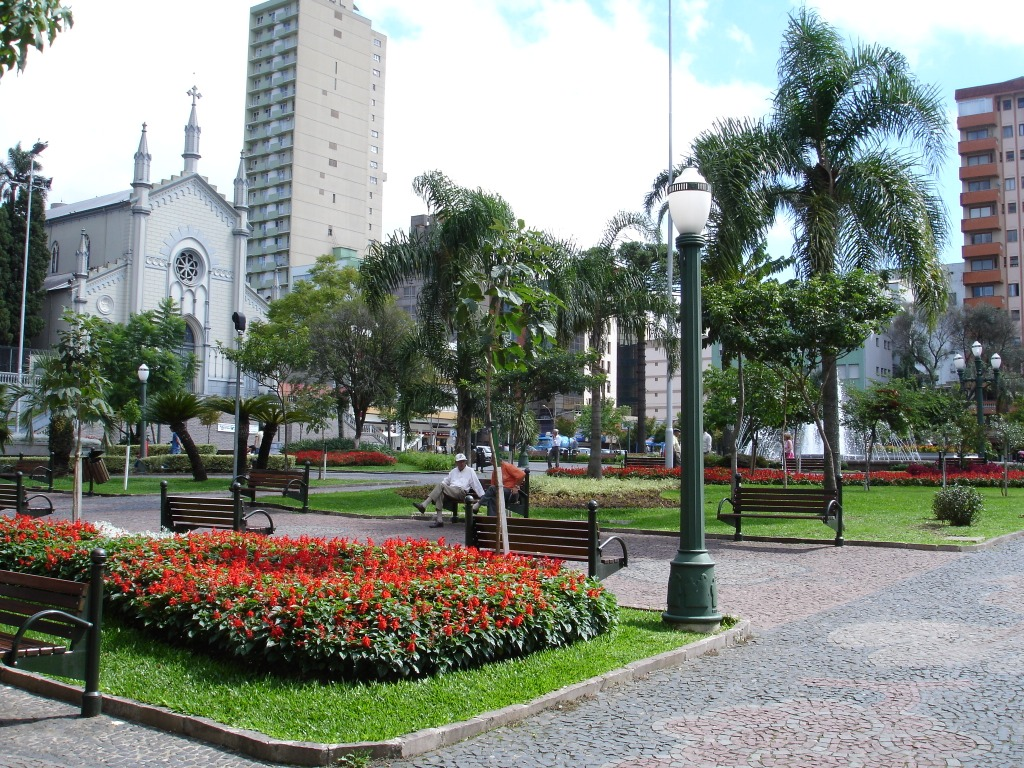
Rui Barbosa tér, balra a 19. századi Szent Teréz-katedrális
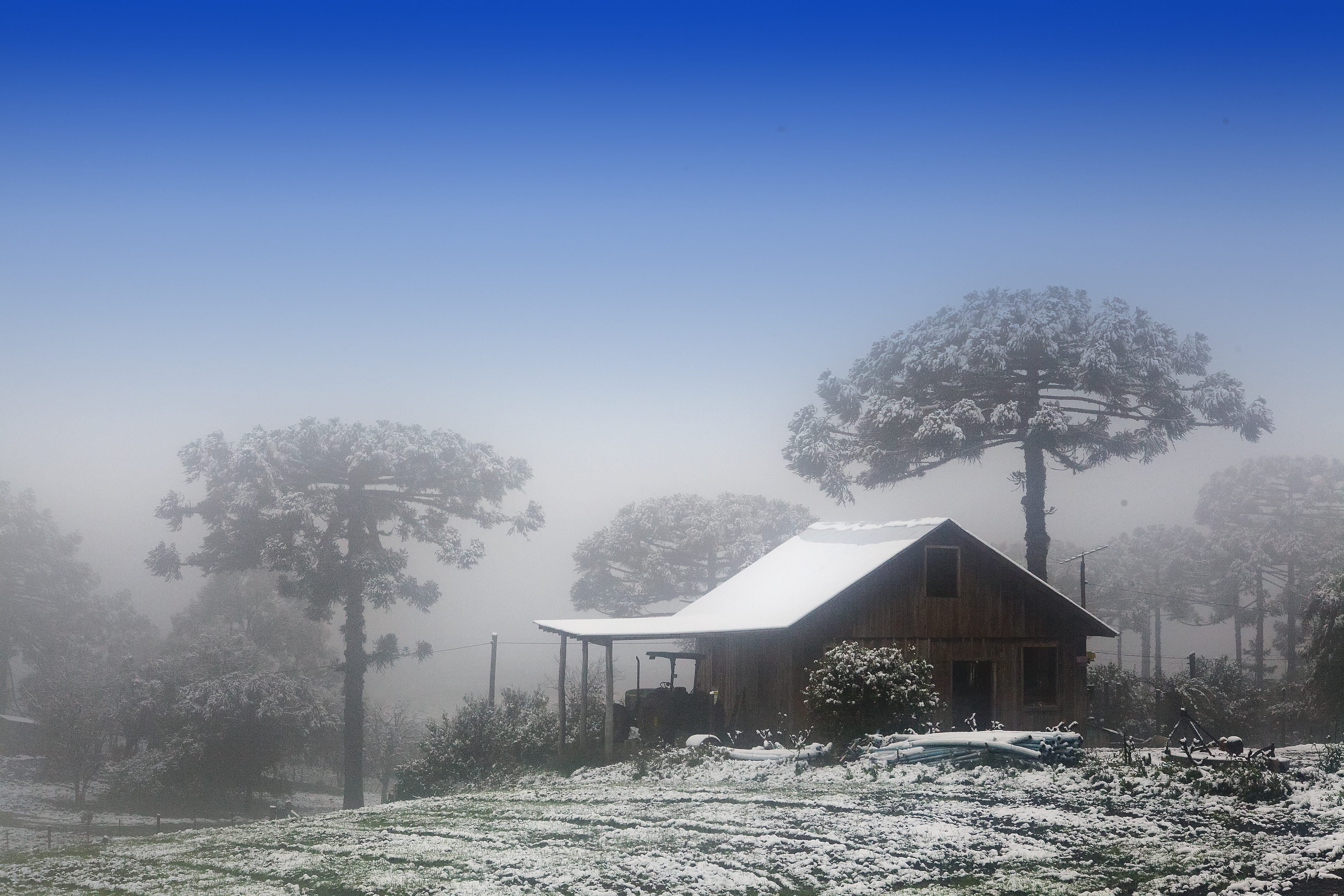
Havas táj a községben